# ان‌جی‌سی ۶۵۷۸
ان‌جی‌سی ۶۵۷۸ (انگلیسی: NGC 6578) یک سحابی سیاره‌ای است که در صورت فلکی کمان جای دارد.